# جامعة الشرق للعلوم والتكنولوجيا
جامعة الشرق للعلوم والتكنولوجيا هي جامعة خاصة سودانية أٌنشئت عام 1996 بقرار من وزارة التعليم العالي والبحث العلمي تحت اسم كلية الشرق الأهلية، تقع في مدينة كسلا بشرق السودان.
في عام 2023 صدر قرار من وزارة التعليم العالي والبحث العلمي بترفيع الكلية إلى جامعة ليتغير الاسم إلى جامعة الشرق للعلوم والتكنولوجيا.

شعار كلية الشرق الأهلية سابقاً

## الكليات
- كلية إدارة الأعمال
  - قسم إدارة الأعمال
  - قسم المحاسبة
  - قسم التسويق
- كلية الاقتصاد
  - قسم الاقتصاد
  - قسم الدراسات المصرفية
  - قسم التنمية الريفية
- كلية علوم الحاسوب
  - قسم علوم الحاسوب
  - قسم نظم المعلومات
  - قسم تقنية المعلومات
- كلية الآداب
  - قسم اللغة الإنجليزية وآدابها
  - قسم اللغة العربية وآدابها
  - قسم علم النفس ورياض الأطفال
  - قسم الإعلام وعلوم الاتصال
    - تخصص الراديو والتلفزيون
    - تخصص العلاقات العامة والإعلام
    - تخصص الصحافة والنشر الرقمي
- كلية القانون
  - قسم القانون العام
  - قسم القانون الخاص
  - قسم الفقه المقارن
- كلية علوم التمريض
  - قسم التمريض الباطني
  - قسم التمريض الجراحي
  - قسم تمريض الأطفال
  - قسم تمريض النساء والتوليد
  - قسم تمريض صحة المجتمع

## وصلات خارجية
- الموقع الرسمي (بالعربية)
- الموقع الرسمي (بالإنجليزية)